# Celama chionocrana
Celama chionocrana är en fjärilsart som beskrevs av Turner 1944. Celama chionocrana ingår i släktet Celama och familjen trågspinnare. Inga underarter finns listade i Catalogue of Life.